# エヴドキヤ・ドミトリエヴナ
エヴドキヤ・ドミトリエヴナ（ロシア語: Евдокия Дмитриевна、1353年 - 1407年）はニジニ・ノヴゴロド・スーズダリ大公ドミトリー(ru)の娘である。夫はモスクワ大公ドミトリー・ドンスコイ（ドミトリー・イヴァノヴィチ）。モスクワの克肖女エヴフロシニヤ（エフロシニヤ）の呼称でも知られる。

## 生涯
エヴドキヤは1353年に、ニジニ・ノヴゴロド・スーズダリ大公ドミトリーの娘として生まれた。なお後のシュイスキー家(ru)の祖となるヴァシリー(ru)は兄弟である。1366年、父ドミトリーにより、幼年にしてモスクワ大公位を継いでいたドミトリー（後のドミトリー・ドンスコイ）との婚姻が成立した。この結婚は、ニジニ・ノヴゴロド・スーズダリ大公国(ru)とモスクワ大公国との紛争を終わらせるためのものであった。結婚時、エヴドキヤは13歳、ドミトリーは15歳だった。結婚式はコロムナのクレムリ（コロムナ・クレムリン(ru)）内の復活教会で行われ、「ルーシの地に喜ばれた」と、また幸せな結婚生活を送ったと記されている。夫ドミトリーとは22年間を共に過ごしたが、1389年5月19日、ドミトリーは38歳で没した。ドミトリーの遺言状（大公ドミトリー・イヴァノヴィチの遺言状（第二））には、ドミトリーから息子たちに向けて、母であるエヴドキヤの意見を尊重し従うよう諭した記述がみられる。また、14世紀に記された『大公ドミトリー・イヴァノヴィチ聖人伝』には、ドミトリーの死に際したエヴドキヤの嘆きが記されている。
ドミトリーの遺言状により、エヴドキヤは30以上のヴォロスチとスロボダ、20以上のセロを受領した（ヴォロスチ、スロボダ、セロは共に集落の1形態。行政区画。）。そのうち15のヴォロスチとスロボダ、14のセロはエヴドキヤの完全な私領であり、エヴドキヤは政治的・経済的な自立が可能となった。エヴドキヤの提言によって、モスクワに民兵（オポルチェニエ(ru)）隊が組織され、クリコヴォの戦いの勝利を祝う荘厳な式が開催された。また、この時代における最も高位の教養人階層でもあったエヴドキヤは、首都モスクワをはじめとしたモスクワ大公国内の諸都市に多くの教会施設を創設した。具体的にはモスクワの主の昇天修道院(ru)、モスクワの天蓋生神女誕生教会(ru)などである。また、1382年の、ジョチ・ウルスのハン・トクタミシュによるモスクワ侵攻の過程において破壊された、ペレスラヴリ・ザレスキーのゴリツキー生神女就寝修道院(ru)を、自費によって再建している。
1407年5月17日、エヴドキヤは引退してモスクワの主の昇天修道院に入り、修道名エヴフロシニヤを得た。その数日後に、木造であった同修道院の大聖堂（サボール）を石造りの大聖堂とする改築を命じた。しかし、約二ヶ月後の7月7日に死亡し、建設中の大聖堂に埋葬された。
モスクワの主の昇天修道院は1917年の十月革命時に大きく損壊し、1929年に解体された。エヴドキヤの遺骨は他のクニャージ（公）やツァーリの妃の遺骨とともに聖天使首大聖堂の地下室に移送された。2000年の解析によれば、エヴドキヤの身長は約1.55m、死亡時の年齢は50 - 55歳で、モンゴルのルーシ侵攻（1240年）以降からピョートル1世のロシア皇帝即位（1682年）ごろまでの高貴な女性の化粧品（白粉や頬紅）の中に含まれていた鉛、水銀、ヒ素は検出されなかった。2007年8月21日、没後600年を記念して、ロシア正教会の賞・モスクワ大公妃聖エヴフロシニヤ勲章(ru)が制定された。

## 子
夫はモスクワ大公ドミトリー・ドンスコイ。子には以下の人物がいる。
息子
- ダニール
- ヴァシリー
- ユーリー
- セミョーン
- イヴァン(ru)
- アンドレイ(ru)
- ピョートル(ru)
- コンスタンチン

娘
- ソフィヤ(ru)
- マリヤ(ru)
- アナスタシヤ(ru)
- アンナ(ru)

## 関連画像

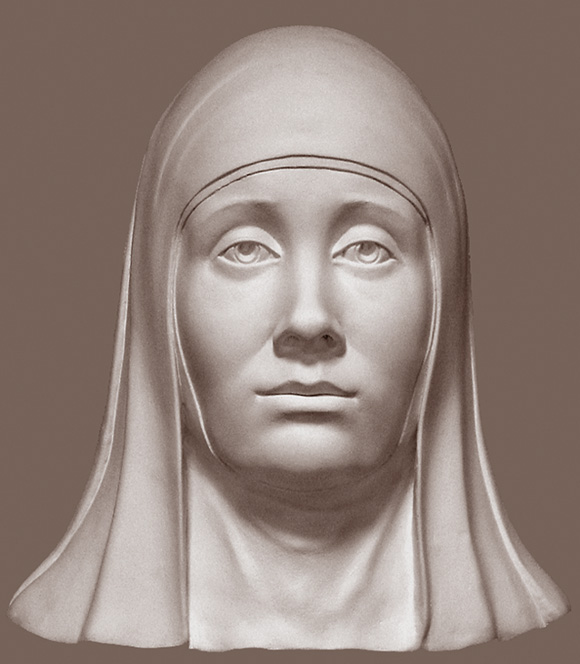
セルゲイ・ニキティン(ru)による、遺骨に基づく頭部像（2001年）
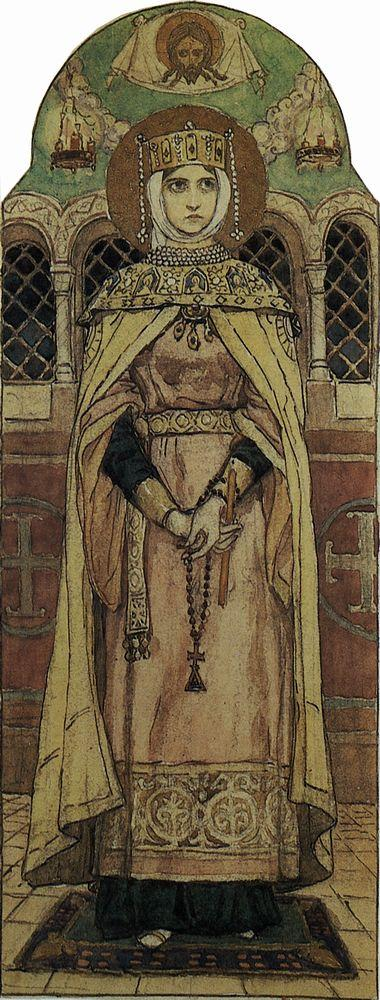
ヴィクトル・ヴァスネツォフによる、キーウの聖ヴォロディームィル大聖堂のフレスコ画のための下書き（1885年 - 1893年間）
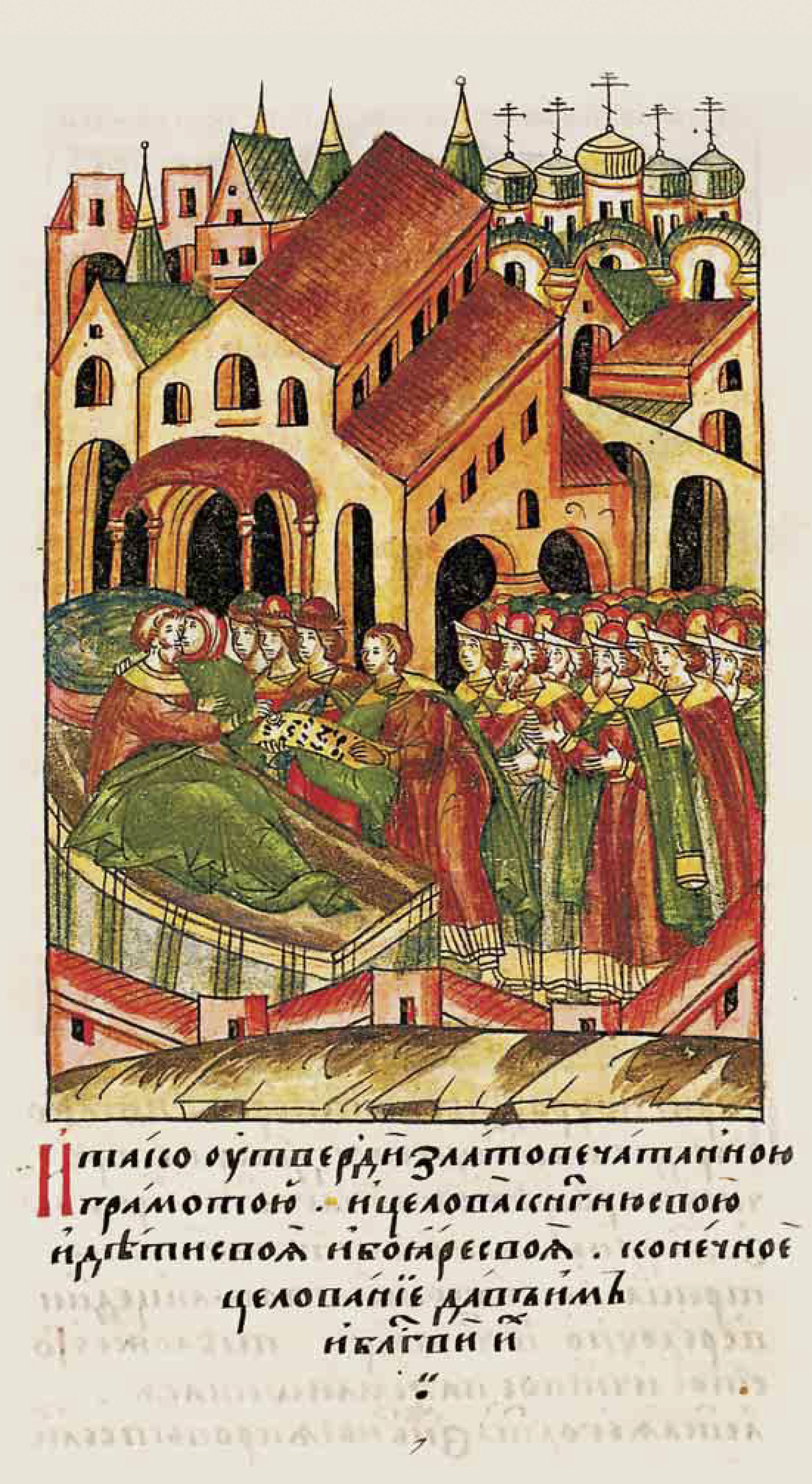
左端：死の直前のドミトリー・ドンスコイとエヴドキヤの接吻（絵入り年代記集成）
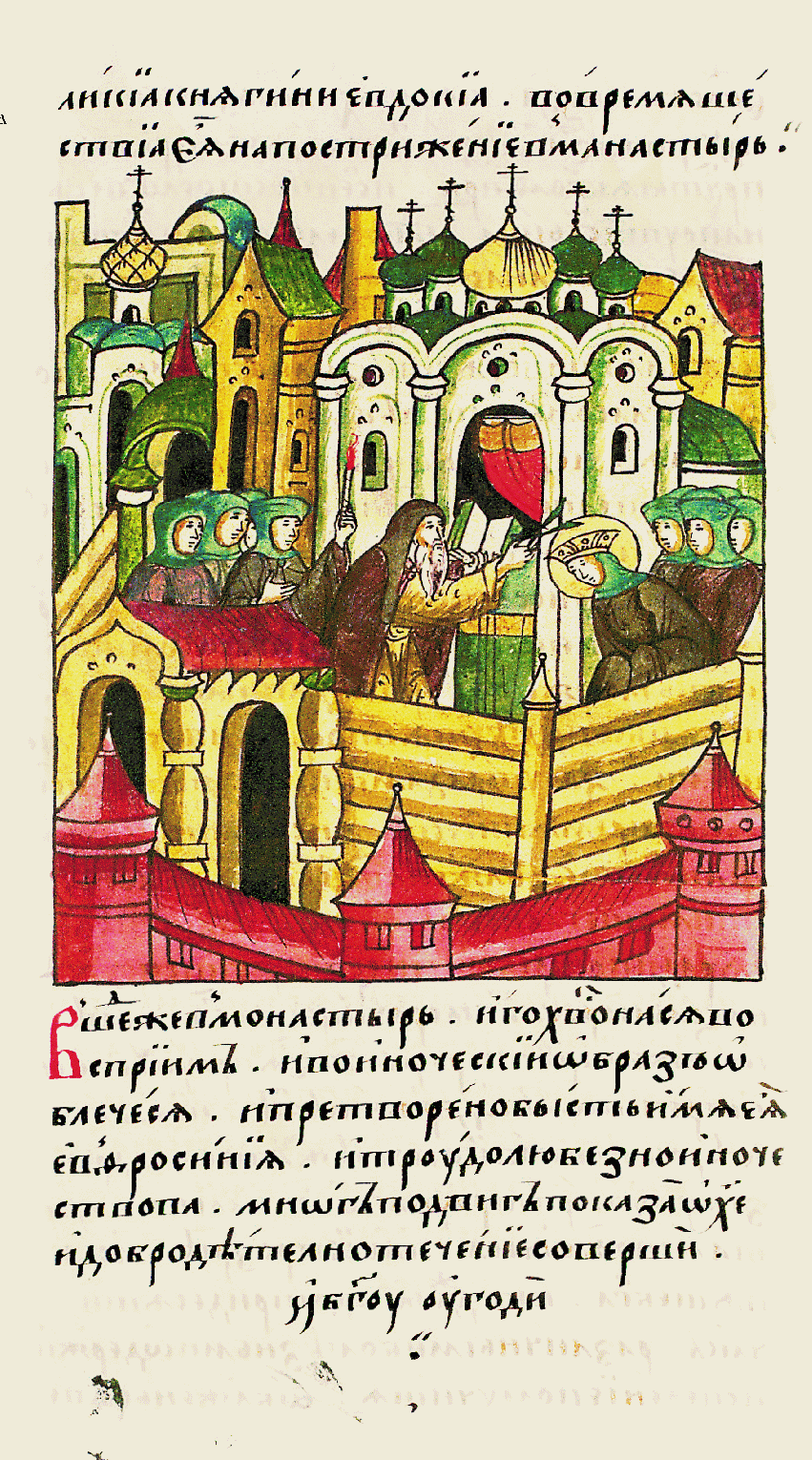
修道女となるエヴドキヤ（絵入り年代記集成）
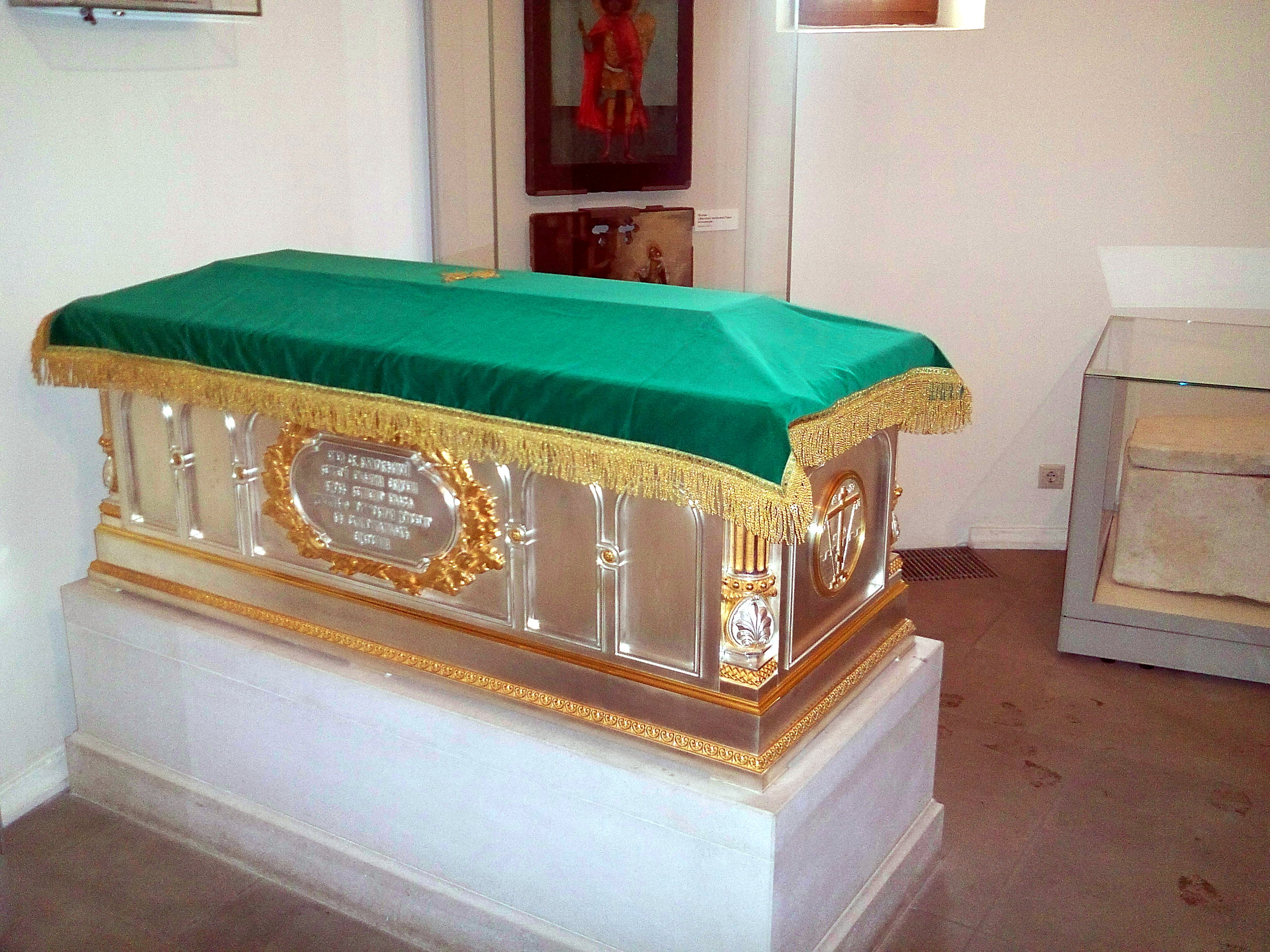
エヴドキヤ（エヴフロシニヤ）の聖骨箱